# Санкт-Моріц
Санкт-Морі́ц, також Сент-Моріц, Сент-Мориц (нім. Sankt Moritz, ромш. San Murezzan, фр. Saint-Maurice, італ. San Maurizio) — громада  та гірськолижний курорт на сході Швейцарії в кантоні Граубюнден, регіон Малоя.

## Історія
Місто вперше згадується під назвою «ad sanctum Mauricium» в 1137 році. Воно було названо на честь святого Маврикія — шанується як святий у коптській і католицькій церкві. Ця назва потім перетворилася в німецьку форму, але зв'язок зі Святим Маврикієм зберігся.
Хоча місто було відоме своїм літнім туризмом, перша згадка про гірськолижний курорт датується 1864 роком, коли англійським готельєром Каспаром Бадруттом був побудований готель «Санкт-Моріц». Натхненний великим інтересом туристів у літній сезон, він вирішив повернутися з Англії в Санкт-Моріц також для зимового сезону. Швидко зрозумів, що Санкт-Моріц також привабливий у зимовий час, коли поодинокі туристи могли зупинитися в готелі на невизначений період. Бадрутт швидко зрозумів, що Санкт-Моріц породив нову форму відпочинку не тільки в самому місті, а й в усіх Альпах. Санкт-Моріц був першим швейцарським містом, де була підведена електрика у готель Кульм. У 1880 році тут відбувся перший континентальний чемпіонат з керлінгу. Тут також було проведено перший в історії чемпіонат Європи з фігурного катання у 1882 році, а також побудовано перший у світі жолоб для бобслею, на якому в 1890 році було проведено перші змагання.
У 1928 та 1948 роках місто приймало Зимові Олімпійські ігри, крім Санкт-Моріца честі приймати дві зимові олімпіади удостоювались лише Інсбрук та Лейк-Плесід. У 1934, 1974 та 2003 роках місто приймало чемпіонат світу з гірськолижного спорту. Санкт-Моріц вважається батьківщиною бобслею.

## Географія
Громада розташована на березі однойменного озера на відстані близько 190 км на схід від Берна, 50 км на південний схід від Кура.
Санкт-Моріц має площу 28,7 км², з яких на 9% дозволяється будівництво (житлове та будівництво доріг), 26,3% використовуються в сільськогосподарських цілях, 20% зайнято лісами, 44,8% не є продуктивними (річки, льодовики або гори).
Найвища вершина Східних Альп гора Берніна (4049 м).

## Демографія
2019 року в громаді мешкало 4882 особи (-6,2% порівняно з 2010 роком), іноземців було 40,4%. Густота населення становила 170 осіб/км².
За віковим діапазоном населення розподілялося таким чином: 14,4% — особи молодші 20 років, 63,6% — особи у віці 20—64 років, 22% — особи у віці 65 років та старші. Було 2627 помешкань (у середньому 1,8 особи в помешканні).
Із загальної кількості 7185 працюючих 19 було зайнятих у первинному секторі, 933 — в обробній промисловості, 6233 — в галузі послуг.

## Клімат
Місто знаходиться в зоні, котра характеризується кліматом полярних пустель. Найтепліший місяць — липень із середньою температурою 11.7 °C (53 °F). Найхолодніший місяць — січень, із середньою температурою -8.3 °С (17 °F).
| Клімат Санкт-Моріца     | Клімат Санкт-Моріца | Клімат Санкт-Моріца | Клімат Санкт-Моріца | Клімат Санкт-Моріца | Клімат Санкт-Моріца | Клімат Санкт-Моріца | Клімат Санкт-Моріца | Клімат Санкт-Моріца | Клімат Санкт-Моріца | Клімат Санкт-Моріца | Клімат Санкт-Моріца | Клімат Санкт-Моріца | Клімат Санкт-Моріца |
| Показник                | Січ.                | Лют.                | Бер.                | Квіт.               | Трав.               | Черв.               | Лип.                | Серп.               | Вер.                | Жовт.               | Лист.               | Груд.               | Рік                 |
| Середній максимум, °C   | −2,2                | 0                   | 2,8                 | 6,1                 | 11,1                | 15                  | 18,9                | 18,9                | 16,1                | 11,1                | 2,8                 | −2,2                | 8,2                 |
| Середня температура, °C | −8,3                | −7,2                | −3,3                | 0,6                 | 5                   | 8,3                 | 11,7                | 11,7                | 8,3                 | 3,9                 | −2,8                | −7,2                | 1,7                 |
| Середній мінімум, °C    | −15                 | −15                 | −10                 | −5                  | −1,1                | 2,2                 | 3,9                 | 3,9                 | 1,1                 | −2,8                | −8,9                | −12,8               | −5                  |
| Норма опадів, мм        | 20                  | 20                  | 30                  | 40                  | 80                  | 90                  | 80                  | 70                  | 70                  | 70                  | 30                  | 40                  | 640                 |
| Днів з опадами          | 2                   | 1                   | 3                   | 6                   | 11                  | 10                  | 9                   | 10                  | 9                   | 9                   | 5                   | 2                   | 77                  |
| Днів зі снігом          | 0                   | 0                   | 0                   | 0                   | 0                   | 1                   | 3                   | 4                   | 6                   | 4                   | 1                   | 0                   | 19                  |
| Вологість повітря, %    | 80                  | 75                  | 70                  | 70                  | 70                  | 70                  | 70                  | 75                  | 75                  | 75                  | 80                  | 80                  | 74.2                |
| ----------------------- | ------------------- | ------------------- | ------------------- | ------------------- | ------------------- | ------------------- | ------------------- | ------------------- | ------------------- | ------------------- | ------------------- | ------------------- | ------------------- |
| Джерело: Weatherbase    |                     |                     |                     |                     |                     |                     |                     |                     |                     |                     |                     |                     |                     |

## Туризм
Санкт-Моріц вважається найстарішим та одним з найвідоміших гірськолижних курортів у світі. Завдяки своєму зручному розташуванню місто має 300 сонячних днів на рік. Щозими тут відбуваються кінні перегони «White Turf» на кризі озера Санкт-Моріц.
На додаток до популярності лиж та сноуборду серед туристів місто відоме природною ковзанкою Cresta Run.
Місто на піку зимового сезону здатне прийняти до 20000 осіб.

## Туристичні пам'ятки
- Музей Сегантіні, присвячений художникові Джованні Сегантіні; художник провів останні п'ять років свого життя в долині Енгадін.
- Найстаріша природна ковзанка, доступна для туристів з середини грудня.
- Льодовик Мортерач.
- Пік Корфач (заввишки 3300 м) і льодовик з однойменною назвою, має 8 км лижний схил вниз до Санкт-Моріца. Гора також відома своїми прекрасними крижаними печерами.

## Транспорт
Місто пов'язано електрифікованим Бернінабаном з перевалом Берніна; Альбулабаном з Куром — столицею кантону та іншим населеними пунктами кантону; Енгадінбаном з іншими поселеннями Верхнього і Нижнього Енгадіну.
Санкт-Моріц має залізничну станцію, яка обслуговує два експреси:
- Льодовиковий експрес (Санкт-Моріц — Давос — Кур — Церматт)
- Берніна-Експрес (Кур — Давос — Санкт-Моріц — Тирана)

Місто має фунікулер — Фунікулер у Санкт-Моріці.
У 1896—1932 роках у місті діяла трамвайна лінія.

## Уродженці
- Стефана Велізар Теодоряну (1897—1995) — румунська романістка, поетеса і перекладачка

## Галерея

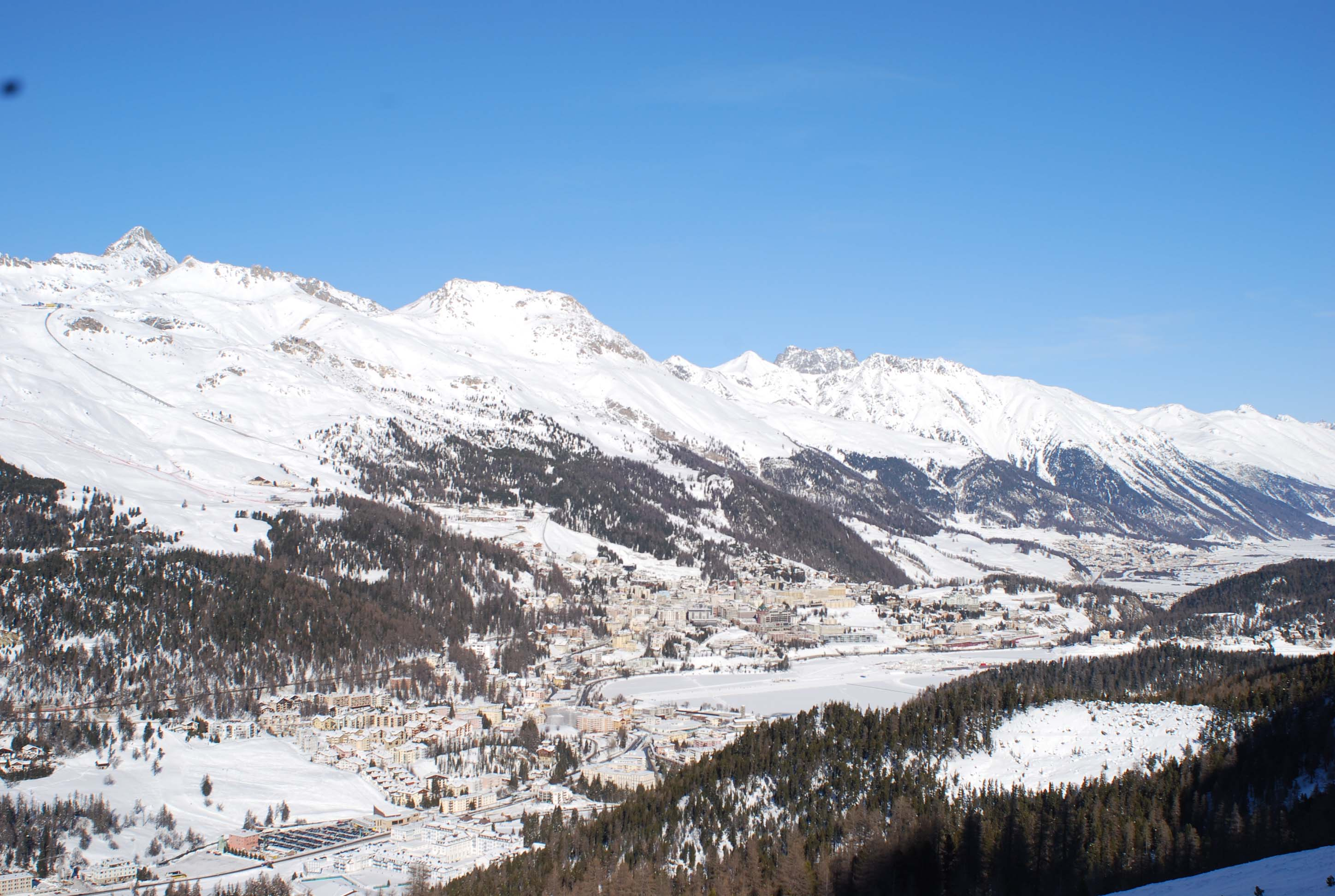
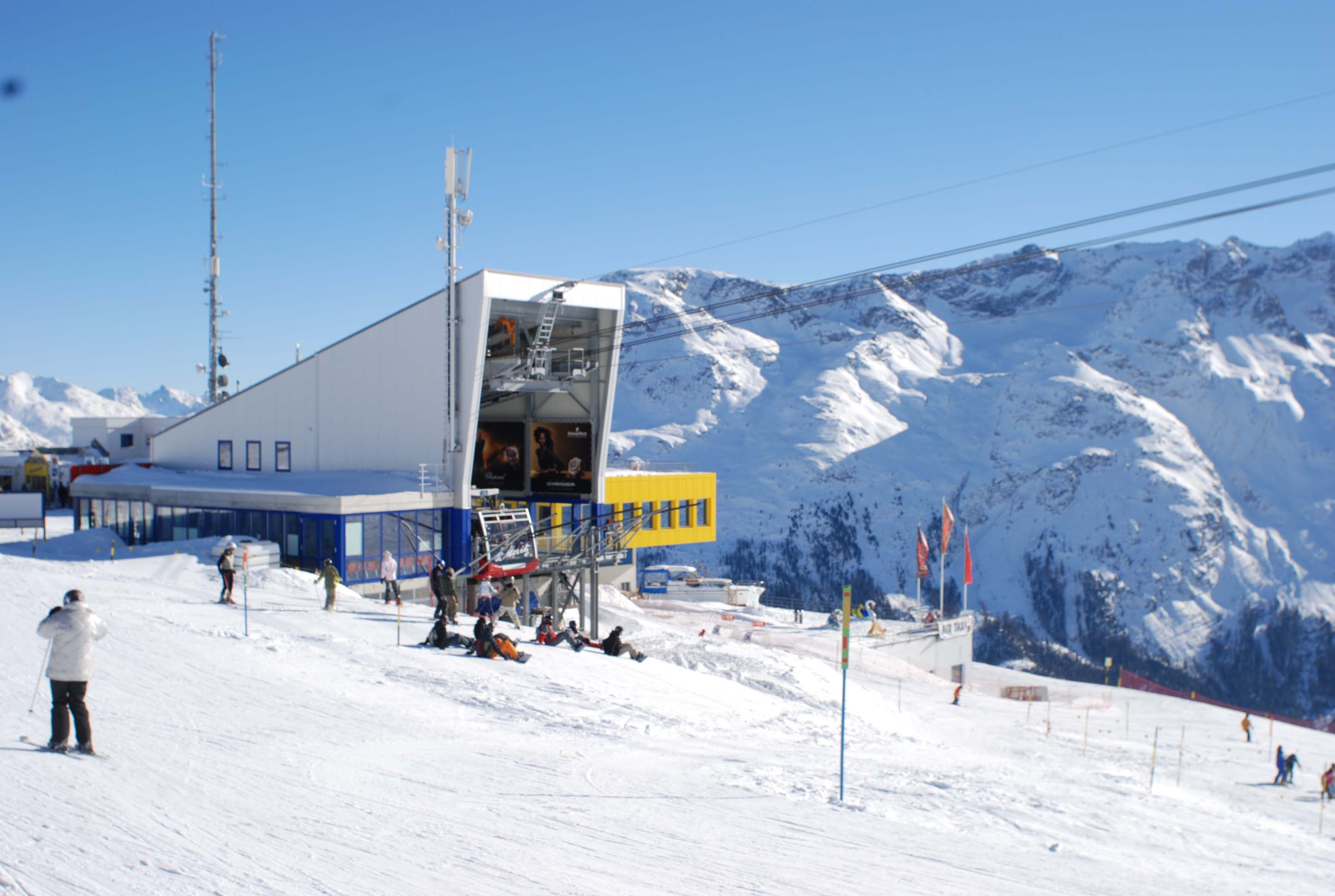
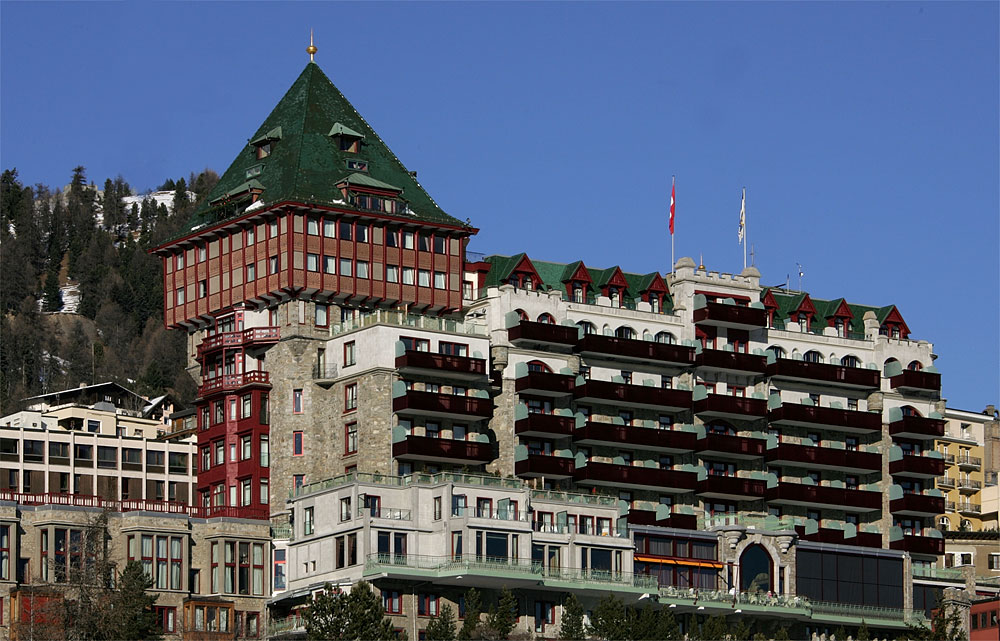
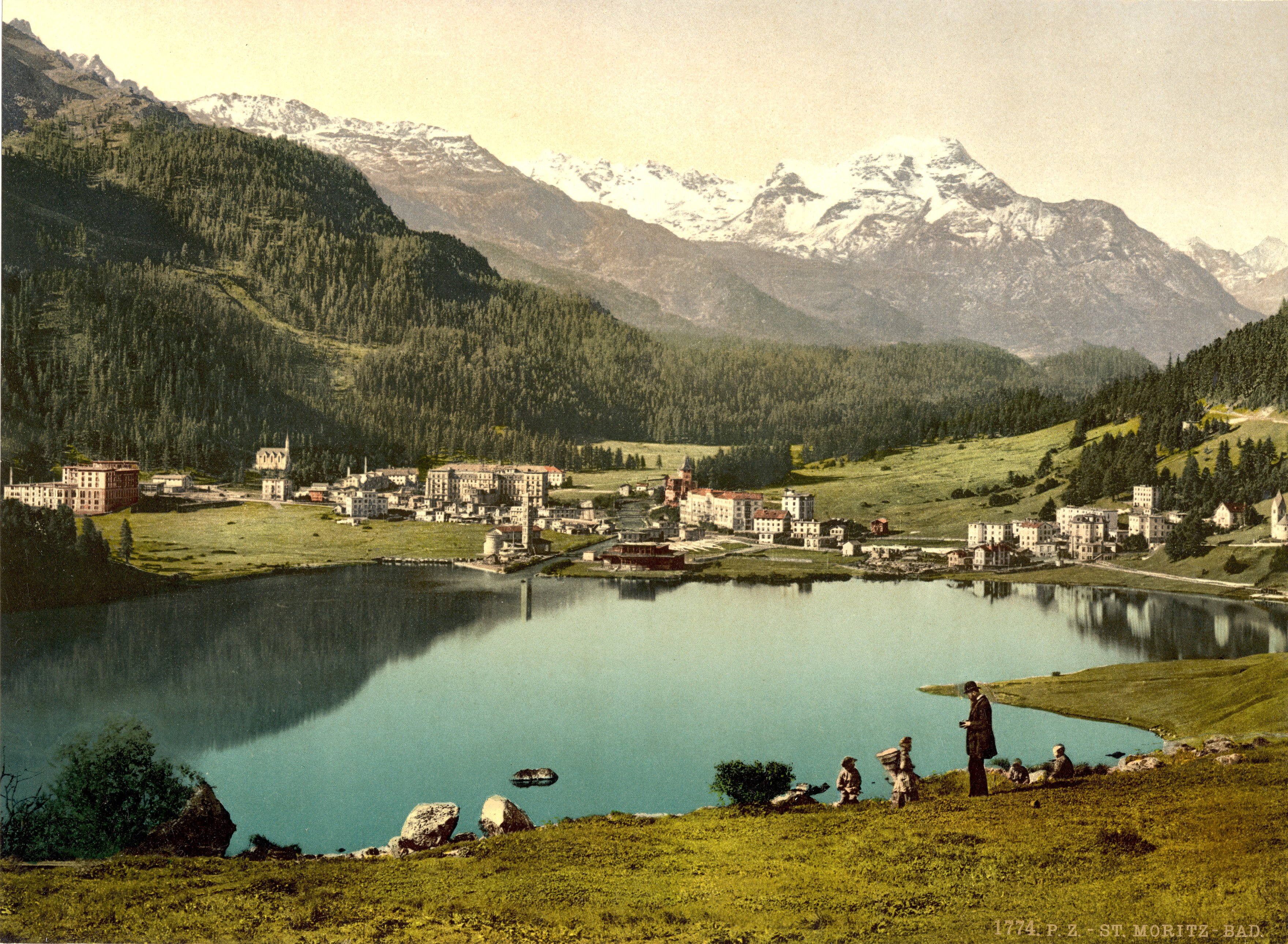
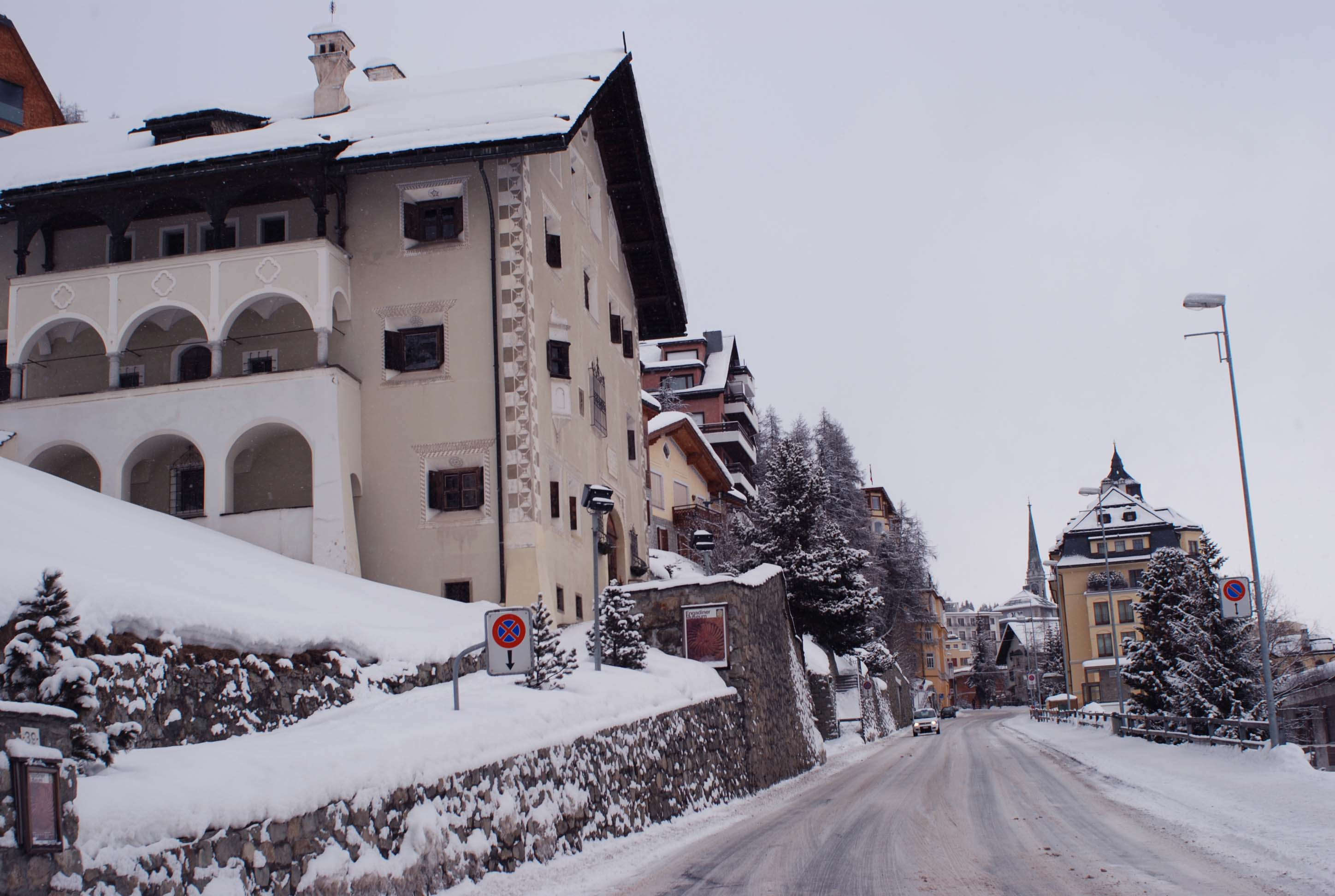
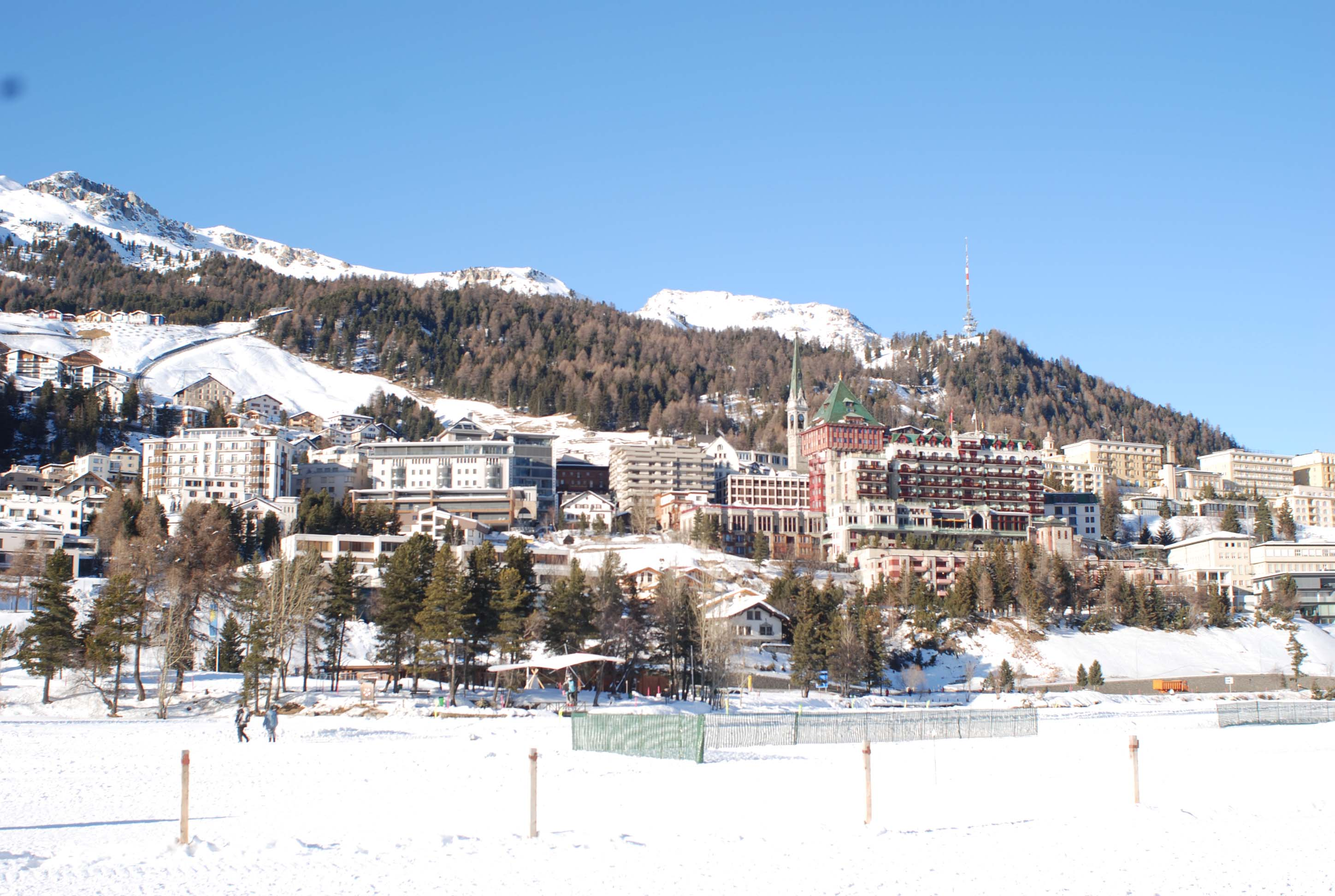
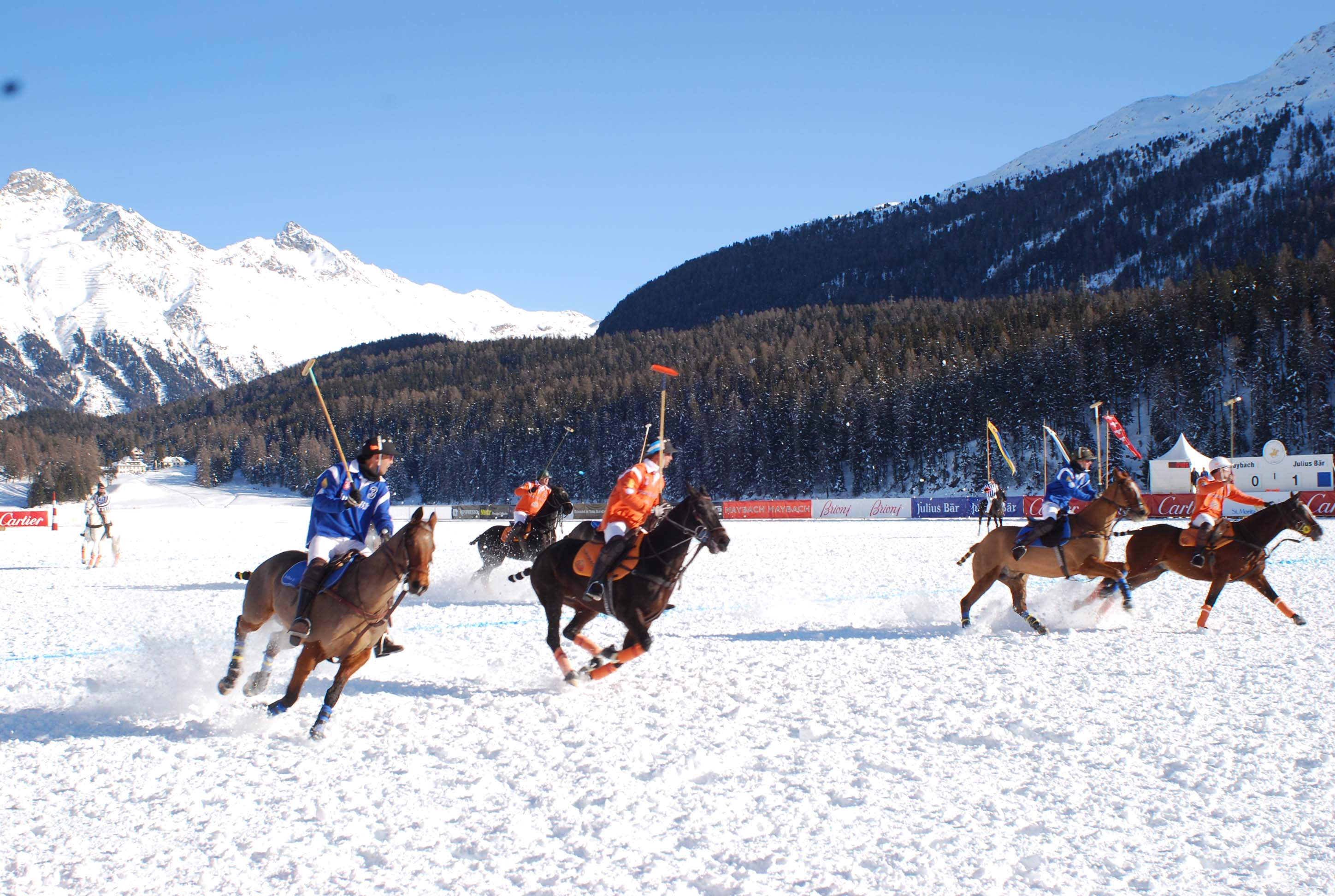
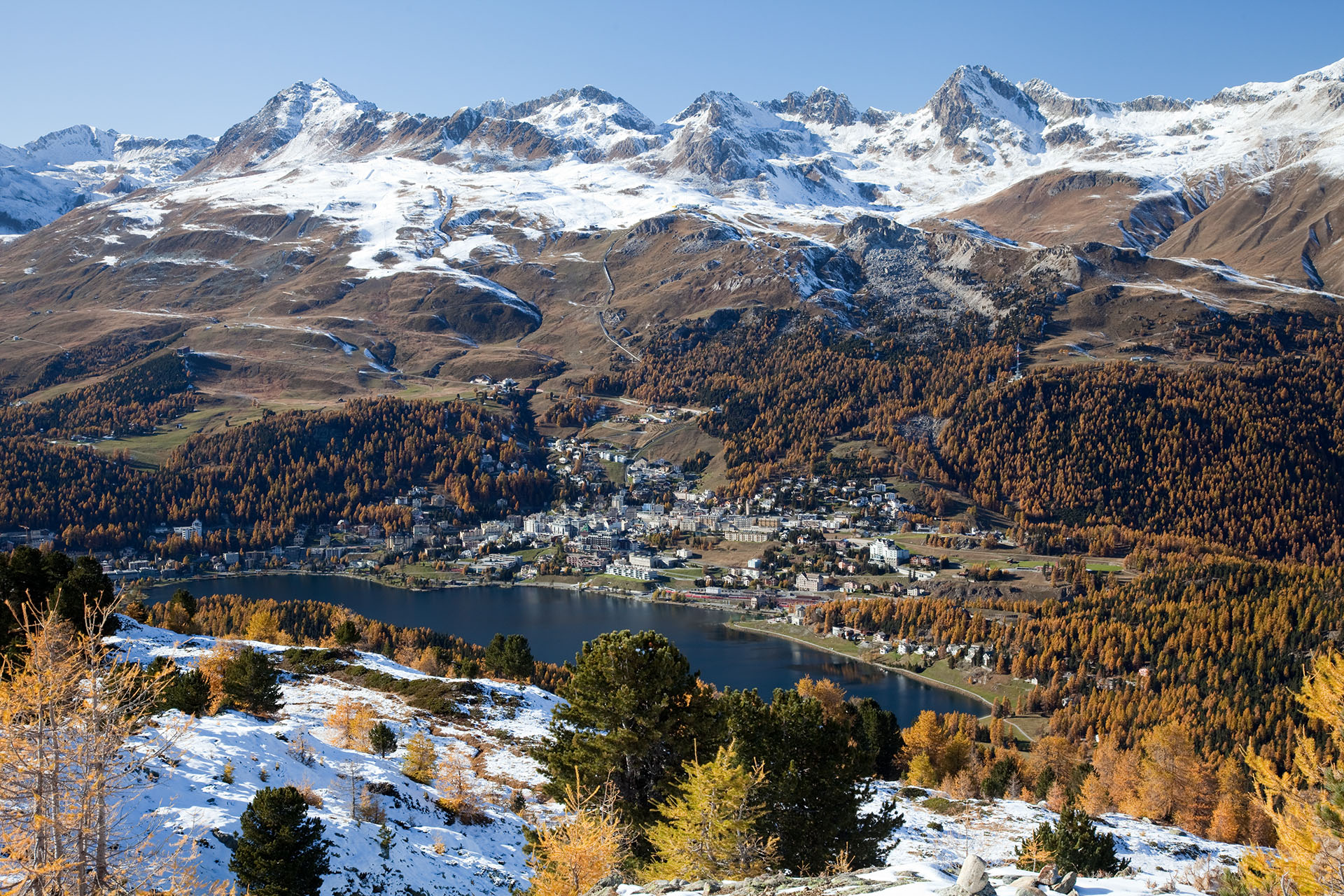